# خط شمال لندن
خط شمال لندن (انگلیسی: North London Line) یکی از خط‌های متروی زمینی لندن است.
این خط در سال ۱۸۶۹ افتتاح شده و دارای ۲۳ ایستگاه می‌باشد.

نقشه خط شمالی لندن

## ایستگاه‌ها
- ایستگاه ریچموند
- ایستگاه کیو گاردنز
- ایستگاه گانرزبوری
- ایستگاه راه‌آهن آکتون جنوبی
- ایستگاه راه‌آهن آکتون مرکزی
- ایستگاه تقاطع ویلسدن
- ایستگاه راه‌آهن کنسال رایس
- ایستگاه راه‌آهن بروندزبوری پارک
- ایستگاه راه‌آهن بروندزبوری
- ایستگاه راه‌آهن همپستید غربی
- ایستگاه راه‌آهن خیابان فینچلی و فروگنال
- ایستگاه راه‌آهن همپستید هیث
- ایستگاه راه‌آهن گاسپل اوک
- ایستگاه راه‌آهن کنتیش تاون غربی
- ایستگاه راه‌آهن خیابان کمدن
- ایستگاه راه‌آهن خیابان کلدونین و بارنزبوری
- ایستگاه هایبوری و ایزلینگتون
- ایستگاه راه‌آهن کننبوری
- ایستگاه راه‌آهن دالستون کینگزلند ( تقاطع دالستون)
- ایستگاه راه‌آهن هکنی مرکزی ( هکنی داونز)
- ایستگاه راه‌آهن هومرتن
- ایستگاه راه‌آهن هکنی ویک
- ایستگاه استراتفورد